# José del Castillo y Ayensa
José del Castillo y Ayensa (Lebrija, 29 de junio de 1795 - Madrid, 4 de junio de 1861) fue un helenista, diplomático, político y escritor español, miembro de la Real Academia Española y ministro de Estado durante la minoría de edad de la reina Isabel II.

## Biografía
Era descendiente del humanista Antonio de Nebrija. En octubre de 1809 se trasladó a Granada, donde comenzó estudios de Filosofía en el Real Colegio Mayor de San Bartolomé y Santiago. Apenas un mes después, tras la derrota española en la batalla de Ocaña contra los franceses, se dejaba vía libre para la entrada de los soldados napoleónicos en Andalucía. El avance del ejército llevó a que interrumpiera sus estudios, que volvió a reanudar terminada la Guerra de Independencia, matriculándose en el curso 1813-1814 en Lógica y Metafísica. Un curso después, era bachiller en Filosofía, licenciado y maestro en Artes, y en 1818 obtenía el grado de bachiller en Derecho Civil.
Establecido en Sevilla, donde ostentaba el cargo de abogado en la Real Audiencia, marchó a Madrid para ingresar en la Milicia Nacional, destacando como actuación el acompañamiento del rey Fernando VII a Sevilla y Cádiz. Establecido en la capital, la Real Academia Española lo escogió académico honorario en 1830, después supernumerario en 1831 y, finalmente, en 1833, académico de número, ostentando el Sillón «E» que anteriormente había ocupado Antonio Ranz Romanillos.
En 1840, el gobierno de Evaristo Pérez de Castro promulgó una ley electoral que creaba pequeños distritos (favorables a los moderados) y usó de la iniciativa legislativa para presentar ante las Cortes la Ley de Ayuntamientos (1840), que preconizaba un modelo centralista de corte francés, con la designación de los alcaldes por parte del gobierno. La aprobación de esta ley dividió a la sociedad política de la época y terminaría con la renuncia de la regente María Cristina, por no avenirse esta a negar su sanción a esa ley, y siendo nombrado Baldomero Espartero nuevo regente. Pérez de Castro, que también asumía la Secretaría de Estado, emigró a Francia y no regresó hasta 1843. José del Castillo ocupó interinamente, apenas 24 horas, dicha Secretaría, sucediéndole Mauricio Carlos de Onís en el nuevo gobierno del progresista de Antonio González y González.
Secretario y confidente de María Cristina de Borbón-Dos Sicilias, con la llegada de los moderados en 1844 fue nombrado encargado de negocios (embajador) ante la Santa Sede, siendo responsable de intentar restablecer las relaciones diplomáticas y conseguir que el papa Pío IX reconociera a la reina Isabel II. En 1847, el gobierno de Florencio García Goyena ordenó su destitución, ordenándose así mismo la venta de los bienes eclesiásticos en España, que los anteriores gobiernos no habían hecho con el propósito de cubrir el presupuesto del Culto y Clero. Le sustituyó en el cargo Joaquín Francisco Pacheco.
En 1849 fue nombrado senador vitalicio, cargo que ocuparía, junto al asiento de la RAE, hasta su muerte, acaecida en Madrid el 4 de junio de 1861.

## Obras
- Traducción de Anacreonte, Safo y Tirteo (1832)
- Historia crítica de las negociaciones con Roma desde la muerte del Rey D. Fernando VII (1859)